# Gare de Winseler
La gare de Winseler était une gare ferroviaire luxembourgeoise de la ligne de Kautenbach à Wiltz (frontière), située sur le territoire de la commune de Winseler, dans le canton de Wiltz.
Elle est mise en service en 1888 par la Société anonyme luxembourgeoise des chemins de fer et minières Prince-Henri et fermée en 1967 par la Société nationale des chemins de fer luxembourgeois (CFL). Depuis 1986 elle est située sur le bord d'une piste cyclable qui a remplacé la voie ferrée.

## Situation ferroviaire
Établie à 328 mètres d'altitude, la gare de Winseler est située sur un tronçon fermé de la ligne de Kautenbach à Wiltz (frontière), entre la gare de Wiltz, devenue gare-terminus de la ligne, et celle de Schleif.

## Histoire
La station de Winseler est mise en service le 1er juillet 1888 par la Société anonyme luxembourgeoise des chemins de fer et minières Prince-Henri, lorsqu'elle ouvre à l'exploitation le prolongement de sa ligne de Kautenbach à Wiltz. Elle est fermée, comme cette section de la ligne, le 24 septembre 1967.
En 1986 la voie ferrée est transformée en piste cyclable. Le bâtiment voyageurs est toujours présent, et est a priori devenu une maison d'habitation.

## Service des voyageurs
Gare fermée, la gare en service la plus proche est celle de Wiltz.